# 崎岖列岛
崎岖列岛是浙江省舟山群岛北部的一组列岛，行政上属于嵊泗县洋山镇管辖。上海港洋山港区建于该列岛上的小洋山。

## 名称
崎岖列岛之名由英国人所起。清末中国闭关锁国政策被迫结束以后，西方列强势力进入中国沿海地区，鸦片战争前后，英国对舟山群岛进行了测量，并对当地的岛屿、水道等重要地理实体进行命名。中国传统上没有特别的对“列岛”的称呼，崎岖列岛之名即为英国人所命名，早年中文曾翻译为“乱形列岛”，意义相同。

## 岛屿
主岛为大洋山和小洋山。